# Cimetta
Cimetta è una frazione del comune di Codognè in provincia di Treviso.
Essa occupa una porzione del territorio occidentale del comune, a sud di Cimavilla, ad ovest della Strada Provinciale 15 Cadore-Mare.

## Monumenti e luoghi d'interesse

### Chiesa parrocchiale
Risalente al XV-XVI secolo e costruita su un precedente impianto trecentesco, è dedicata a Sant'Ulderico vescovo.
La facciata a salienti è ripartita da lesene e terminata da un grande timpano. La porzione centrale, con portale timpanato, è arricchita da un dipinto rappresentante il santo a cui il tempio è consacrato.
Al suo interno, la chiesa conserva una pala d'altare di Palma il Giovane con Sant'Ulderico e santi.
Un campanile cuspidato, la cui cella campanaria ha aperture abbellite da colonnine, si erge a destra della facciata.

### Chiesa di San Clemente
Altro edificio sacro, di dimensioni inferiori ma antichissimo (XI secolo), è la chiesa di San Clemente: un restauro ha rinvenuto tracce di pavimentazioni risalenti al 1050 circa. All'interno è conservato un affresco bizantino rappresentante San Clemente.

### Villa Paoletti
Villa veneta del XVIII secolo, Villa Paoletti è probabilmente edificata su un impianto cinquecentesco. Di tre piani il corpo principale, dalle linee molto razionali, dal quale si allungano, sui due lati, delle ali laterali più basse: quella di destra si collega a un edificio con linee goticheggianti, caratterizzato da monofore ogivali.

## Cultura

### Eventi
Quattro sono gli eventi principali, legati alla tradizione locale:
- Sagra di Sant'Ulderico (prima domenica di luglio)
- Sagra di San Clemente (ultime due settimane di novembre)
- Cimetta Jammin Festival (metà luglio) DJ BAND-SHOW
- Fiera degli Osei (prima domenica di agosto)